# Paul Armont
Paul Armont, pseudonimo di Dimitri Petrocchino (Rostov sul Don, 13 settembre 1874 – Parigi, 2 marzo 1943), è stato un drammaturgo, sceneggiatore e attore francese, di origine italiana.

## Biografia
Paul Armont nacque a Rostov sul Don, con il nome di Dimitri Petrocchino, di origini italiane.
Fu un drammaturgo di successo e uno dei più importanti autori prima della seconda guerra mondiale.
I suoi primi successi li ottenne al Grand Guignol con Club dei suicidi, ma dall'orrore si convertì rapidamente alla giovialità, riscuotendo grandi consensi nell'ultima stagione del vaudeville, quella che ebbe come punti di riferimento Robert de Flers e Gaston de Caillavet.
Quasi tutte le opere le scrisse assieme al suo fedele compagno Marcel Gerbidon.
Armont, abile manipolatore di storie comico-sentimentali, grazie alla coniugazione tra comicità meccanica dei suoi intrighi sorprendenti e una satira dei costumi moderni, ebbe successo e fu rappresentato anche in Italia da Dina Galli e Antonio Gandusio e tra le sue opere principali si possono menzionare: Lilì (L'École des cocottes, 1918), Dicky (1923), Un cane da riporto (Un chien qui rapporte, 1924), Topo d'albergo (Rat d'hôtel, 1927), Fiori di lusso (Fleurs de luxe, 1930).

## Teatro

### In collaborazione con Marcel Gerbidon
- Gallo in pasta (Le Coq en pâte) (1916);
- Lilì (L'École des cocottes) (1918);
- Dicky (1923);
- Un cane da riporto (Un chien qui rapporte, 1924);
- Alain, sua madre e la sua amante (Alain, sa mère et sa maîtresse) (1925);
- Il Club degli Zeloti (Le Club des loufoques) (1927);
- Topo d'albergo (Rat d'hôtel, 1927);
- Il rapimento (L'Enlèvement, 1927);
- L'avventura amorosa (L'Amoureuse Aventure, 1929);
- Parrucchiere per donna (Coiffeur pour dames, 1930);
- Fiori di lusso (Fleurs de luxe, 1930).

## Adattamenti cinematografici
- Amami stanotte (Love Me Tonight), regia di Rouben Mamoulian (1932);
- Le Truc du Brésilien, regia di Alberto Cavalcanti (1932);
- Le Mari garçon, regia di Alberto Cavalcanti (1933);
- Ces messieurs de la Santé, regia di Pierre Colombier (1934);
- L'École des cocottes, regia di Pierre Colombier (1935);
- Monsieur Breloque a disparu regia di Robert Péguy (1938);
- Le Valet maître, regia di Paul Mesnier (1941);
- La maschera di porpora (The Purple Mask), regia di H. Bruce Humberstone (1955).